# Кара Коби
Кара Коби (рос. Кара Кобы) — село Онгудайського району, Республіка Алтай Росії. Входить до складу Єлінського сільського поселення.
Населення — 242 особи (2015 рік).
На 2008 рік село налічувало 97 будинків, у яких проживало 279 осіб.

## Історія
Село засноване у 1909 році. У деяких джерелах фігурує назва села Кара Коба.

## Географія
Село складається з п'яти вулиць: Молодіжна, Нова, Підгірна, Центральна та Шосейна.
Село розташоване на міжгірських луках в долині річки Урсул, на лівому її березі. У селі через Урсул є міст, правий берег Урсула в районі села заболочений. Село оточене горами середньої висоти (1300–1700 метрів). Найбільш висока гора Ку-Кочезо (1 694 м), вершина якої розташована за 4 кілометри на північ від села. Ліси на навколишніх горах розріджені і представлені в основному модриною.
Через село проходить дорога, що починається недалеко від села Туекта на Чуйському тракті і веде до села Усть-Кан через села Талда, Шиба, Єло, Ябоган і через Ябоганський перевал.